# エクトール・リゴー
エクトール・リゴー（Hector Rigaux, 1841年11月23日 - 1930年7月16日）は、フランスの司祭。16世紀フランスの占星術師ノストラダムスに関する膨大な蔵書を持っていたことで知られ、ノストラダムスに関する書誌研究上の重要人物として知られている。司祭であったことからリゴー師（アベ・リゴー l'abbé Rigaux）とも呼ばれる。生まれたときの名はエスペランス＝エクトール・カファール (Espérance-Hector Caffart) だったようだが、すぐに改名されたこともあって、現在ではこの名で呼ばれることはほとんどない。

## 経歴
リゴーは、1841年にソンム県のモンシー＝ラガシュで生まれた。1865年にアミアンで司祭に任命され、その地で4年ほど過ごした後、ソンム県アルグーヴの主任司祭に任命され、終生その地で過ごした。
リゴーは、ノストラダムスに関して信奉者の立場からの解釈を重ねていたアンリ・トルネ＝シャヴィニーの弟子筋に当たり、トルネの没後、その蔵書の少なくとも一部を引き継ぎ、自身でも多くのノストラダムス関連の稀観本を蒐集した。その一部は、アンリ・ボードリエの書誌にも反映されている。
リゴーの名が今でも知られているのは、その蔵書の膨大さだけでなく、それを用いて20世紀初頭に影印本や翻刻版を多数出版したことにもよる（実際に出版を手がけたのは、知人であった出版業者アンリ・ドゥーシェであった）。ノストラダムスの著書には、これらの復刻版の形でしか残っていないものもある。ただし、多くは私家版に近いものであり、非常に限定的な出版であった上、それらを保存してあった書庫は1918年の爆撃で消失してしまったようである。このため、リゴーとドゥーシェがどのくらいの種類の復刻版を手がけていたのかについて、正確なことは分かっていない。
リゴーが歿したほぼ1年後に、蔵書の一部がオークションに掛けられた。そのときの目録からは、彼の手許にしか存在していなかったノストラダムス関連書も複数含まれていたことが明らかになっているが、それらは基本的に現有者不明である。

## 書誌

### 著書
- ジャン・ド・サン＝テチエンヌによって集められたノストラダムスの生涯に関する注記 (Notes sur la vie de Michel Nostradamus recueillies par R. P. Jean de Saint Etienne)（1906年）

### 手がけた復刻版
- 1611年ピエール・シュヴィヨ版に基づいたM. ノストラダムスの予言集。同じ著者による予兆集も加え、さらにアンリ・トルネ＝シャヴィニー師の著作から借用されたオリヴァリウスとオルヴァルの予言も加えた版 (Les Prophéties de M. Nostradamus d'après l'Edition de Pierre Chevillot, en 1611 suivies des Présages du même auteur. Ainsi que des Prophéties d'Olivarius et d'Orval Empruntées aux ouvrages de l'abbé H. Torné-Chavigny) （1903年）
2006年現在までに出版されたノストラダムスの『予言集』の中で、最も多くの詩篇が収録された版（ただし後代に加えられた偽作も含む）。
- 1563年向けのミシェル・ド・ノートルダムの暦・復刻版 (Réimpression de l'almanach de Michel de Nostredame pour l'année 1563)（1905年）
- 1559年9月16日に起こるであろう日蝕の意味 (Les Significations de l'Eclipse, qui sera le 16. Septembre 1559.)（1904年、影印本）
フランス国立図書館や大英図書館に、この影印本は所蔵されている。なお、1558年頃に刊行されたオリジナルの『日蝕の意味』は、現存が確認されていない。
- 故ミシェル・ド・ノートルダム師の1567年向けの暦 (Almanach pour L'An M. D. LXVII. Composé par feu Maistre Michel de Nostredame)（1904年・影印本）
かつて私蔵されていたことはあるが、現存しているかは不明。なお、『1567年向けの暦』はオリジナルも現存しない。
- ローマ教皇ピウス4世に捧げられたノストラダムスの未公刊の手稿の忠実な再版　 (Réproduction très fidèle d'un Manuscrit inédit de M. de Nostredame. Dédié à S. S. le Pape Pie IV)（1906年）
20世紀初頭にリゴーが所蔵していたノストラダムスの手稿を転記したもの。リヨン市立図書館のミシェル・ショマラ文庫にはこの復刻版のコピーがある。なお、オリジナルの手稿は1966年を最後に所在不明となっている。